# Boone’s Station

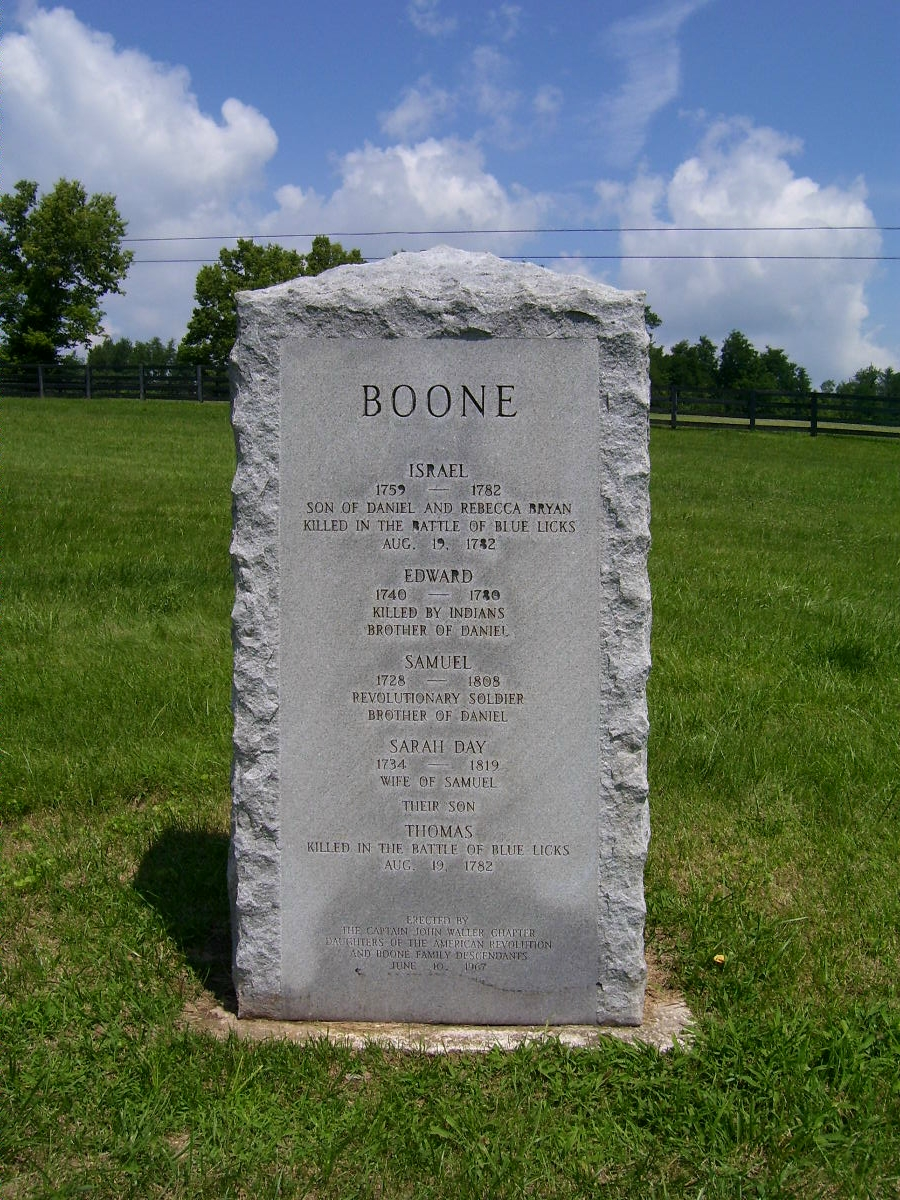
Minnessten rest på platsen för Boone's Station.

Boone's Station var Daniel Boones hem i Fayette County i Kentucky 1779–1782. Idag är platsen ett historiskt minnesmärke under namnet Boone Station. 

## Historia
Daniel Boone och hans följeslagare från flera familjer slog sig ned vid Boone's Station sent på hösten 1779. De bodde i gapskjul under den ovanligt kalla vinter. På våren började bygga stugor och en pallisad. När bosättningen var som störst bodde 20 familjer där. Under tiden i Boone's Station dödades en av Daniel Boones söner och en av hans brorsöner. 1781 gick det upp för Boone att hans äganderätt till området inte kunde bekräftas och plasten började överges. 1791 var platsen öde. Den började åter bebyggas 1795, med en ordentlig stenbyggnad. Denna var dock 1850 helt förfallen.